# Gavriil Pribylov

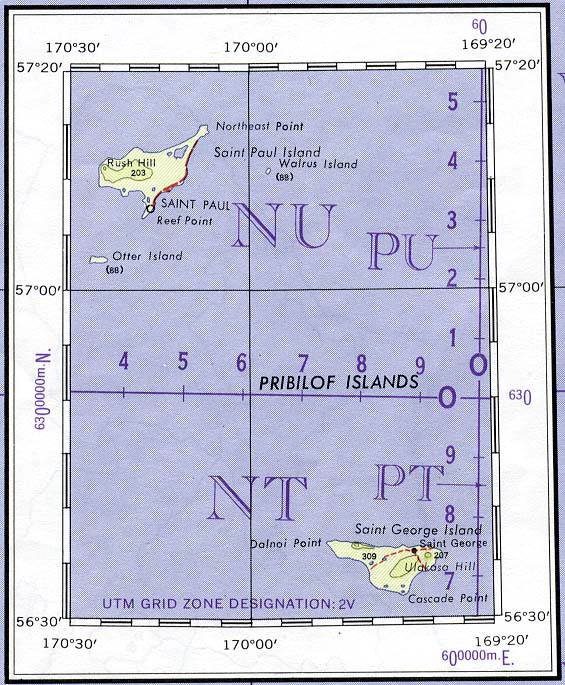
As Ilhas Pribilof

Gavriil Loginovich Pribylov (em russo: Гавриил Логинович Прибылов (1747/48  – março de 1796, Sitka), foi um navegador russo. Ele foi o descobridor da ilha de São Jorge e a Ilha de São Paulo no conjunto de Ilhas Pribilof no Mar de Bering.

## Biografia
Pribylov, chamado em alguns textos em inglês de Gerassim Gavrilovich Pribilof, era filho de um marinheiro que acompanhou Bering em 1741. Em 1778 ele entrou para o serviço da companhia Lebedev-Lastochkin.
Ele era o comandante do navio "Saint George" (Святой Георгий) de propriedade da Russian-American Company. Ao explorar o Mar de Bering , ele descobriu as ilhas de St George e St Paul , em 25 de junho de 1786 e 29 de junho de 1787, respectivamente, cercadas por outras ilhotas menores. Em 1789, o navegador e comerciante Grigory Ivanovich Shelikhov nomeou este grupo de ilhas em homenagem a Pribylof.